# Eugeniusz Rzymowski
Eugeniusz Klemens Rzymowski (ur. 1895 w Kutnie, zm. 15 grudnia 1971 w Wielkiej Brytanii) – polski inżynier, konstruktor sprzętu radiotechnicznego. 

## Życiorys
Syn Józefa Rzymowskiego i Zofii z Chawłowskich. W 1914 rozpoczął studia w Państwowym Instytucie Politechnicznym w Petersburgu, przerwał je w 1916 i walczył podczas I wojny światowej. Do nauki powrócił w drugiej połowie lat 20., w 1929 na Politechnice Warszawskiej uzyskał dyplom inżyniera. Był kierownikiem laboratorium w Państwowej Wytwórni Łączności w Warszawie. Pracował w warszawskich Zakładach Tele- i Radiotechnicznych, gdzie był konstruktorem sprzętu radiotechnicznego, należał do Stowarzyszenia Elektryków Polskich. Od 1938 prowadził wykłady zlecone z radiotechniki na Politechnice Lwowskiej. Podczas II wojny światowej przedostał się do Wielkiej Brytanii, gdzie znalazł zatrudnienie w Zakładach Badawczych Admiralicji Brytyjskiej, był członkiem Polskiego Towarzystwa Naukowego na Obczyźnie.
Eugeniusz Rzymowski pozostawił trzynaście prac naukowych, z których jedna została wydana w formie książkowej.

## Ordery i odznaczenia
- Krzyż Kawalerski Orderu Odrodzenia Polski (10 listopada 1933)[1]
- Srebrny Krzyż Zasługi (10 sierpnia 1929)[2]